# Silvia Pérez (periodista)
Silvia Pérez (Montevideo, 30 de mayo de 1962) es una periodista deportiva uruguaya. En febrero de 2022, asumió como coordinadora de la Secretaría de Deporte de la Intendencia de Montevideo hasta junio de 2025.

## Trayectoria
En 1987, comenzó a trabajar como periodista deportiva en los programas “Primer plano” y “Sábados deportivos” de Alfa FM, espacios que ocupó hasta 1992. También en 1987 comenzó a trabajar en el informativo de Canal 5. Junto con José María Mansilla fueron los responsables de la sección deportiva de las tres ediciones del noticiero. 
En 1994 pasó trabajar en el programa Supersport de Canal 4, conducido por Mario Uberti. Ese mismo año ingresó al diario El País, donde trabajó como periodista en las páginas deportivas, en el suplemento de los domingos y en Ovación hasta 2021.

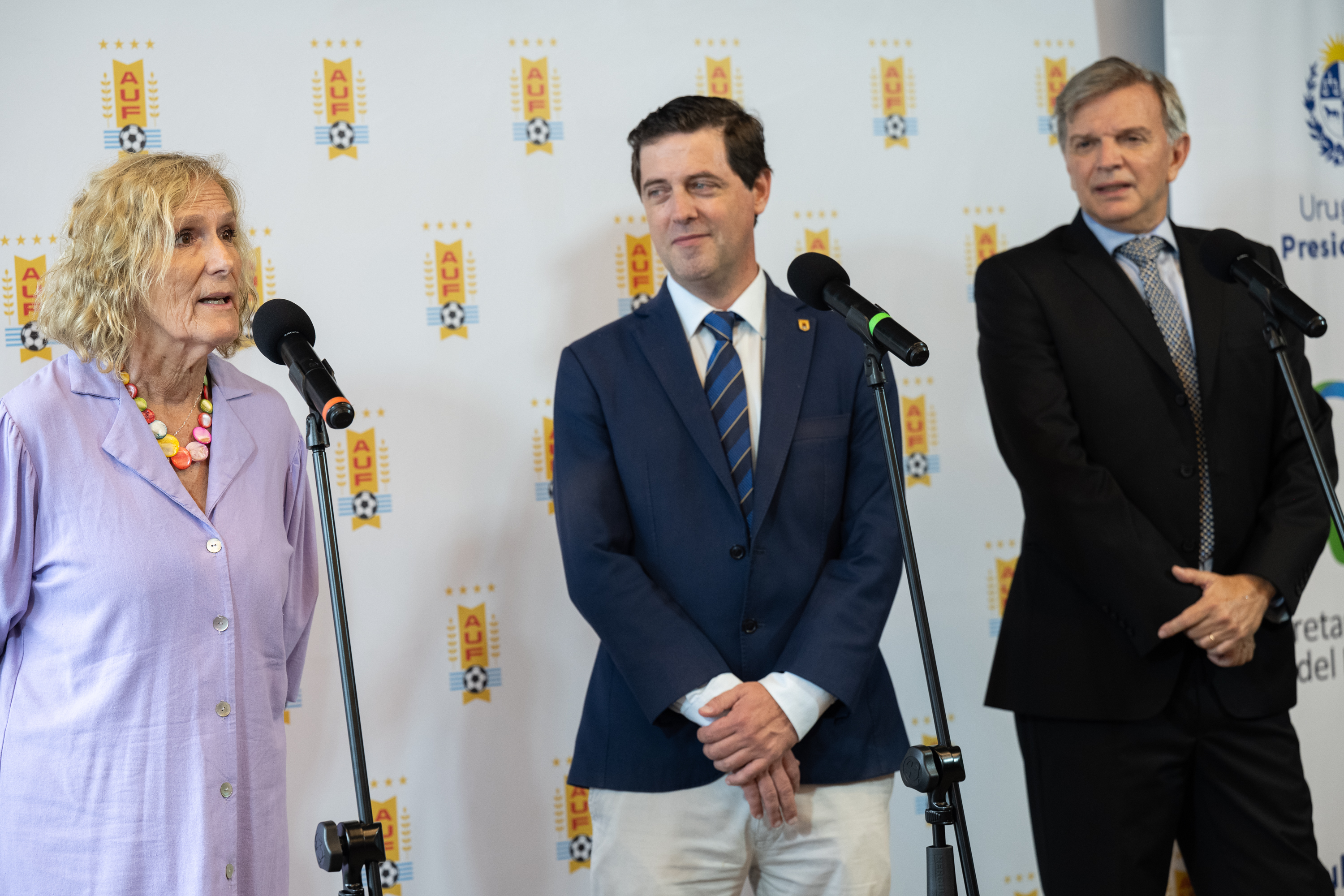
Silvia Pérez y Sebastián Bauzá, delegación técnica de FIFA por el Mundial 2030 en 2024.

En el año 2000, se integró al equipo de periodistas de Estadio Uno, programa deportivo de Canal 5, dirigido por Julio Sánchez Padilla. Allí trabajó ininterrumpidamente hasta 2018, año en que el programa finalizó. Pérez fue la única mujer periodista que ocupó un lugar en la mesa.
Desde febrero de 2022 a junio de 2025, fue la coordinadora de la Secretaría de Educación Física, Deporte y Recreación de la Intendencia de Montevideo.

### Libros
- 2016, 1966. Peñarol campeón del mundo. (ISBN 9789974109735)
- 2024, Tuya y mía (ISBN 9789915690261)

## Vida personal
Es hija del periodista deportivo Marcelino Pérez. Es madre de tres hijos: Martina, Diego y Daniel.
Forma parte como mentora de la organización Vital Voices.